# أيك أرينا
إيه إي كي أرينا - جورجيوس كاراباتاكيس هو ملعب كرة قدم يقع في لارناكا، قبرص تم إفتتاحه في 2016 ويتسع لـ 8,058، وهو الملعب الأساسي لنادي نادي أيك لارنكا